# Roger Lemerre : La Sélection des champions
Roger Lemerre : La Sélection des champions (LMA Manager en anglais, BDFL Manager en allemand, Manager de Liga en espagnol) est une série de jeux vidéo de gestion sportive de Codemasters. En français, elle tient son nom de l’entraîneur Roger Lemerre. En 2006 le jeu est renommé "F.C Manager" tout en gardant le même aspect visuel et en s’appuyant sur le succès de la série sur console de salon le dernier de la série s’appelle F.C Manager 2007. Ayant un concurrent de taille Football Manager et par manque de vente en 2008 la série n’aura pas malheureusement pas de suite et la version 2007 sera la dernière.

## Titres
- 1999 : LMA Manager (PlayStation)
- 2001 : Roger Lemerre : La Sélection des champions 2001 (PlayStation)[1]
- 2001 : Roger Lemerre : La Sélection des champions 2002 (PlayStation, PlayStation 2)[2],[3]
- 2002 : Roger Lemerre : La Sélection des champions 2003 (PlayStation 2, Xbox)[4],[5]
- 2004 : Roger Lemerre : La Sélection des champions 2004 (PlayStation 2, Xbox)[6]
- 2004 : Roger Lemerre : La Sélection des champions 2005 (PlayStation 2, Xbox, téléphone mobile) / aussi appelé Manchester United Manager 2005[7],[8]
- 2005 : F.C. Manager 2006 (PlayStation 2, Xbox, Windows)[9]
- 2006 : F.C. Manager 2007 (PlayStation 2, Xbox 360, Windows)[10]